# Ballando con le stelle (sedicesima edizione)
La sedicesima edizione di Ballando con le stelle è andata in onda in prima serata su Rai 1 dal 16 ottobre al 18 dicembre 2021. Confermati nella conduzione Milly Carlucci e Paolo Belli, così come tutti i membri della giuria.
Come per la precedente, anche quest'edizione prevede l'abbandono del televoto a favore delle votazioni online gratuite tramite i social network ufficiali del programma (Instagram, Twitter e Facebook). Tra le novità, la conferma della sola Rossella Erra nel ruolo di “tribuno” popolare con il compito di difendere i concorrenti dalle opinioni della giuria, e l'ingresso di Alessandra Mussolini tra gli opinionisti.
L'edizione è stata vinta dalla coppia formata dalla cantante Arisa e dal ballerino Vito Coppola. 

## Cast

### Concorrenti
| VIP                     | Attività                              | Insegnante         | Stato                |
| ----------------------- | ------------------------------------- | ------------------ | -------------------- |
| Arisa                   | Cantante e personaggio televisivo     | Vito Coppola       | Vincitori            |
| Bianca Gascoigne        | Modella e influencer                  | Simone Di Pasquale | Secondi classificati |
| Morgan                  | Cantautore e polistrumentista         | Alessandra Tripoli | Terzi classificati   |
| Sabrina Salerno         | Cantante e showgirl                   | Samuel Peron       | Terzi classificati   |
| Federico Lauri          | Parrucchiere e personaggio televisivo | Anastasia Kuzmina  | Quinti classificati  |
| Valeria Fabrizi         | Attrice                               | Giordano Filippo   | Quinti classificati  |
| Alvise Rigo             | Ex rugbista e modello                 | Tove Villför       | Eliminati            |
| Andrea Iannone          | Pilota motociclistico                 | Lucrezia Lando     | Eliminati            |
| Memo Remigi             | Cantante e musicista                  | Maria Ermachkova   | Eliminati            |
| Mietta                  | Cantante e attrice                    | Maykel Fonts       | Eliminati            |
| Fabio Galante           | Ex calciatore e allenatore di calcio  | Giada Lini         | Eliminati            |
| Al Bano                 | Cantautore                            | Oksana Lebedew     | Eliminati            |
| Valerio Rossi Albertini | Fisico                                | Sara Di Vaira      | Eliminati            |

### Giuria
- Ivan Zazzaroni
- Fabio Canino
- Carolyn Smith (presidente di giuria)
- Selvaggia Lucarelli
- Guillermo Mariotto

### Opinionisti
- Roberta Bruzzone
- Alberto Matano
- Alessandra Mussolini

### Tribuno (giuria popolare)
- Rossella Erra

## Tabellone
Legenda
     Salvi
     Conquistano il tesoretto
     Prime 3 coppie in classifica, ottengono bonus per la puntata successiva
     Salvati dal pubblico allo spareggio
     Ripescati
     Eliminati provvisoriamente
     Eliminati definitivamente
     La coppia si ritira dalla competizione
     Non gareggiano nella puntata
| Concorrente             | Ballerino/a        | Puntate | Puntate | Puntate         | Puntate  | Puntate  | Puntate         | Puntate         | Puntate         | Puntate         | Puntate        | Puntate         | Puntate                     | Puntate | Puntate     | Puntate         |
| Concorrente             | Ballerino/a        | 1ª      | 1ª      | 2ª              | 3ª       | 3ª       | 4ª              | 5ª              | 6ª              | 7ª              | 1ª Semifinale  | 1ª Semifinale   | 2ª Semifinale e Ripescaggio | Finale  | Finale      | Finale          |
| ----------------------- | ------------------ | ------- | ------- | --------------- | -------- | -------- | --------------- | --------------- | --------------- | --------------- | -------------- | --------------- | --------------------------- | ------- | ----------- | --------------- |
| Arisa                   | Vito Coppola       | Salvi   | Primi 3 | Salvi           | Salvi    | Salvi    | Salvi           | Salvi           | Salvi           | Salvi           | Salvi          | Salvi           | Salvi                       | Salvi   | Salvi (58%) | Vincitori (52%) |
| Bianca Gascoigne        | Simone Di Pasquale | Salvi   | Salvi   | Salvi           | Salvi    | Salvi    | Salvi           | Salvi           | Eliminati (48%) |                 |                |                 | Ripescati (55%)             | Salvi   | Salvi (56%) | Secondi (48%)   |
| Morgan                  | Alessandra Tripoli | Salvi   | Primi 3 | Salvi           | Salvi    | Salvi    | Salvi           | Salvi           | Salvi           | Salvi           | Salvi          | Salvi           | Salvi                       | Salvi   | Terzi (42%) |                 |
| Sabrina Salerno         | Samuel Peron       | Salvi   | Salvi   | Salvi           | Salvi    | Salvi    | Salvi           | Ultimi 3 (47%)  | Salvi           | Salvi           | Salvi          | Salvi           | Salvi                       | Salvi   | Terzi (44%) |                 |
| Federico Lauri          | Anastasia Kuzmina  | Salvi   | Salvi   | Salvi           | Salvi    | Salvi    | Salvi           | Salvi           | Salvi           | Salvi           | Salvi          | Salvi           | Salvi                       | Quinti  |             |                 |
| Valeria Fabrizi         | Giordano Filippo   | Salvi   | Salvi   | Salvi           | Salvi    | Salvi    | Salvi           | Salvi           | Salvi           | Salvi           | Salvi          | Salvi           | Salvi                       | Quinti  |             |                 |
| Alvise Rigo             | Tove Villför       | Salvi   | Salvi   | Salvi           | Salvi    | Salvi    | Ultimi 2 (87%)  | Ultimi 3 (36%)  | Ultimi 2 (52%)  | Ultimi 2 (67%)  | Ultimi 2 (75%) | Ultimi 2 (75%)  | Eliminati (33%)             |         |             |                 |
| Andrea Iannone          | Lucrezia Lando     | Salvi   | Salvi   | Ultimi 2 (54%)  | Salvi    | Salvi    | Salvi           | Salvi           | Salvi           | Salvi           | Salvi          | Eliminati (25%) | Eliminati                   |         |             |                 |
| Memo Remigi             | Maria Ermachkova   | Salvi   | Salvi   | Salvi           | Ultimi 2 | Ultimi 2 | Salvi           | Salvi           | Salvi           | Eliminati (33%) |                |                 | Eliminati                   |         |             |                 |
| Mietta                  | Maykel Fonts       | Salvi   | Primi 3 | Ritirati        |          |          |                 | Eliminati (17%) |                 |                 |                |                 | Eliminati (12%)             |         |             |                 |
| Fabio Galante           | Giada Lini         | Salvi   | Salvi   | Salvi           | Ultimi 2 | Ultimi 2 | Eliminati (13%) |                 |                 |                 |                |                 | Eliminati                   |         |             |                 |
| Al Bano                 | Oksana Lebedew     | Salvi   | Salvi   | Salvi           | Salvi    | Ritirati |                 |                 |                 |                 |                |                 | Eliminati                   |         |             |                 |
| Valerio Rossi Albertini | Sara Di Vaira      | Salvi   | Salvi   | Eliminati (46%) |          |          |                 |                 |                 |                 |                |                 | Eliminati                   |         |             |                 |

## Dettaglio delle puntate

### Prima puntata
- Data: 16 ottobre 2021
- Ballerino per una notte: Pippo Baudo
- Svolgimento: Al termine della serata viene svelato che non ci sono eliminazioni, ma che le prime tre coppie in classifica (voto della giuria + votazioni del pubblico tramite i social) guadagnano un bonus di 10 punti per la puntata successiva.

     Ottengono 10 punti di bonus per la puntata successiva
| Ordine di uscita | Concorrenti                             | Voto Giuria | Voto Giuria | Voto Giuria | Voto Giuria | Voto Giuria | Punti bonus     | Totale punteggio tecnico |
| Ordine di uscita | Concorrenti                             | Zazzaroni   | Canino      | Smith       | Lucarelli   | Mariotto    | Punti bonus     | Totale punteggio tecnico |
| ---------------- | --------------------------------------- | ----------- | ----------- | ----------- | ----------- | ----------- | --------------- | ------------------------ |
| 12               | Arisa e Vito Coppola                    | 7           | 7           | 7           | 6           | 8           | +50 (tesoretto) | 85                       |
| 9                | Morgan e Alessandra Tripoli             | 9           | 8           | 10          | 10          | 10          |                 | 47                       |
| 10               | Mietta e Maykel Fonts                   | 8           | 8           | 8           | 8           | 10          |                 | 42                       |
| 7                | Bianca Gascoigne e Simone Di Pasquale   | 8           | 7           | 8           | 7           | 10          |                 | 40                       |
| 8                | Sabrina Salerno e Samuel Peron          | 8           | 7           | 8           | 7           | 8           |                 | 38                       |
| 4                | Memo Remigi e Maria Ermachkova          | 6           | 6           | 6           | 7           | 8           |                 | 33                       |
| 13               | Alvise Rigo e Tove Villför              | 6           | 6           | 7           | 6           | 8           |                 | 33                       |
| 1                | Valeria Fabrizi e Giordano Filippo      | 6           | 7           | 5           | 6           | 3           |                 | 27                       |
| 6                | Al Bano e Oksana Lebedew                | 6           | 6           | 6           | 6           | 0           |                 | 24                       |
| 11               | Valerio Rossi Albertini e Sara Di Vaira | 5           | 6           | 4           | 6           | 3           |                 | 24                       |
| 5                | Andrea Iannone e Lucrezia Lando         | 6           | 5           | 5           | 2           | 4           |                 | 22                       |
| 3                | Federico Lauri e Anastasia Kuzmina      | 4           | 5           | 5           | 4           | 3           |                 | 21                       |
| 2                | Fabio Galante e Giada Lini              | 4           | 4           | 3           | 2           | 1           |                 | 14                       |

### Seconda puntata
- Data: 23 ottobre 2021
- Ballerino per una notte: Vincenzo Salemme
- Svolgimento: Al termine della serata viene svelato che ci sarà un'eliminazione, sulla base dello spareggio tra le due coppie ultime in classifica (voto della giuria + votazioni del pubblico tramite i social).

Gara di puntata:
| Ordine di uscita | Concorrenti                             | Voto Giuria | Voto Giuria | Voto Giuria | Voto Giuria | Voto Giuria | Punti bonus     | Totale punteggio tecnico |
| Ordine di uscita | Concorrenti                             | Zazzaroni   | Canino      | Smith       | Lucarelli   | Mariotto    | Punti bonus     | Totale punteggio tecnico |
| ---------------- | --------------------------------------- | ----------- | ----------- | ----------- | ----------- | ----------- | --------------- | ------------------------ |
| 11               | Arisa e Vito Coppola                    | 7           | 9           | 10          | 10          | 8           | +10 (bonus)     | 54                       |
| 8                | Al Bano e Oksana Lebedew                | 5           | 5           | 5           | 10          | 0           | +25 (tesoretto) | 50                       |
| 9                | Morgan e Alessandra Tripoli             | 8           | 8           | 9           | 7           | 7           | +10 (bonus)     | 49                       |
| 7                | Bianca Gascoigne e Simone Di Pasquale   | 9           | 9           | 9           | 8           | 10          |                 | 45                       |
| 5                | Fabio Galante e Giada Lini              | 6           | 5           | 5           | 2           | 0           | +25 (tesoretto) | 43                       |
| 4                | Memo Remigi e Maria Ermachkova          | 6           | 6           | 5           | 10          | 10          |                 | 37                       |
| 10               | Alvise Rigo e Tove Villför              | 7           | 7           | 7           | 8           | 6           |                 | 35                       |
| 3                | Sabrina Salerno e Samuel Peron          | 7           | 7           | 7           | 8           | 5           |                 | 34                       |
| 1                | Valeria Fabrizi e Giordano Filippo      | 7           | 5           | 4           | 7           | 4           |                 | 27                       |
| 6                | Federico Lauri e Anastasia Kuzmina      | 5           | 5           | 5           | 6           | 3           |                 | 24                       |
| 2                | Andrea Iannone e Lucrezia Lando         | 5           | 5           | 4           | 3           | 3           |                 | 20                       |
| 12               | Valerio Rossi Albertini e Sara Di Vaira | 4           | 4           | 3           | 5           | 0           |                 | 16                       |

- La coppia formata da Mietta e Maykel Fonts non partecipa alla puntata a causa della positività da COVID-19 di Mietta, per cui è temporaneamente ritirata dalla gara.

Spareggio: si svolge lo spareggio tra le due coppie ultime in classifica (voto giuria + votazioni del pubblico tramite i social); la coppia meno votata sarà eliminata provvisoriamente e andrà al ripescaggio che si svolgerà nelle prossime puntate.
| Ordine di uscita | Concorrenti                             | Voto del pubblico | Esito                      |
| ---------------- | --------------------------------------- | ----------------- | -------------------------- |
| 1                | Andrea Iannone e Lucrezia Lando         | 54%               | Salvi                      |
| 2                | Valerio Rossi Albertini e Sara Di Vaira | 46%               | Eliminati provvisoriamente |

### Terza puntata
- Data: 30 ottobre 2021
- Ballerino per una notte: Cristiano Malgioglio
- Svolgimento: Al termine della serata viene svelato che ci sarà un'eliminazione, sulla base dello spareggio tra le due coppie ultime in classifica (voto della giuria + votazioni del pubblico tramite i social). A causa del ritiro della coppia formata da Al Bano e Oksana Lebedeva lo spareggio viene annullato.

Gara di puntata:
| Ordine di uscita | Concorrenti                           | Voto Giuria | Voto Giuria | Voto Giuria | Voto Giuria | Voto Giuria | Punti bonus     | Totale punteggio tecnico |
| Ordine di uscita | Concorrenti                           | Zazzaroni   | Canino      | Smith       | Lucarelli   | Mariotto    | Punti bonus     | Totale punteggio tecnico |
| ---------------- | ------------------------------------- | ----------- | ----------- | ----------- | ----------- | ----------- | --------------- | ------------------------ |
| 4                | Al Bano e Oksana Lebedew              | 6           | 6           | 6           | 7           | 10          | +25 (tesoretto) | 60                       |
| 11               | Sabrina Salerno e Samuel Peron        | 7           | 8           | 8           | 5           | 5           | +25 (tesoretto) | 58                       |
| 7                | Federico Lauri e Anastasia Kuzmina    | 8           | 7           | 7           | 9           | 10          |                 | 41                       |
| 8                | Arisa e Vito Coppola                  | 7           | 7           | 7           | 10          | 9           |                 | 40                       |
| 10               | Morgan e Alessandra Tripoli           | 10          | 9           | 8           | 6           | 7           |                 | 40                       |
| 2                | Valeria Fabrizi e Giordano Filippo    | 7           | 7           | 7           | 8           | 10          |                 | 39                       |
| 5                | Alvise Rigo e Tove Villför            | 7           | 7           | 7           | 9           | 8           |                 | 38                       |
| 9                | Andrea Iannone e Lucrezia Lando       | 7           | 8           | 7           | 5           | 8           |                 | 35                       |
| 3                | Fabio Galante e Giada Lini            | 6           | 6           | 6           | 8           | 7           |                 | 33                       |
| 1                | Bianca Gascoigne e Simone Di Pasquale | 7           | 7           | 6           | 7           | 5           |                 | 32                       |
| 6                | Memo Remigi e Maria Ermachkova        | 5           | 5           | 5           | 7           | 8           |                 | 30                       |

- La coppia formata da Mietta e Maykel Fonts non partecipa (nuovamente) alla puntata a causa della positività da COVID-19 di Mietta, ed è temporaneamente ritirata.
- Al termine della puntata, la coppia formata da Al Bano e Oksana Lebedew si ritira dalla competizione a causa di un problema al piede di quest'ultima.
- A seguito del ritiro di Al Bano, viene annullato lo spareggio che avrebbero dovuto disputare le due coppie meno votate (voto giuria + votazioni del pubblico tramite i social), ossia quella formata da Fabio Galante e Giada Lini e quella formata da Memo Remigi e Maria Ermachkova, per potersi salvare.

### Quarta puntata
- Data: 6 novembre 2021
- Ballerina per una notte: Sandra Milo
- Ospiti: Nazionale di football americano dell'Italia[5]
- Svolgimento: Al termine della serata viene svelato che ci sarà un'eliminazione, sulla base dello spareggio tra le due coppie ultime in classifica (voto della giuria + votazioni del pubblico tramite i social).

Gara di puntata:
| Ordine di uscita | Concorrenti                           | Voto Giuria | Voto Giuria | Voto Giuria | Voto Giuria | Voto Giuria | Punti bonus     | Totale punteggio tecnico |
| Ordine di uscita | Concorrenti                           | Zazzaroni   | Canino      | Smith       | Lucarelli   | Mariotto    | Punti bonus     | Totale punteggio tecnico |
| ---------------- | ------------------------------------- | ----------- | ----------- | ----------- | ----------- | ----------- | --------------- | ------------------------ |
| 5                | Valeria Fabrizi e Giordano Filippo    | 10          | 10          | 10          | 9           | 10          | +25 (tesoretto) | 74                       |
| 2                | Memo Remigi e Maria Ermachkova        | 7           | 7           | 7           | 7           | 8           | +25 (tesoretto) | 61                       |
| 7                | Sabrina Salerno e Samuel Peron        | 8           | 9           | 9           | 8           | 10          |                 | 44                       |
| 3                | Bianca Gascoigne e Simone Di Pasquale | 9           | 8           | 9           | 9           | 9           |                 | 44                       |
| 8                | Arisa e Vito Coppola                  | 8           | 9           | 9           | 8           | 8           |                 | 42                       |
| 10               | Morgan e Alessandra Tripoli           | 8           | 7           | 8           | 9           | 10          |                 | 42                       |
| 4                | Federico Lauri e Anastasia Kuzmina    | 8           | 8           | 8           | 9           | 6           |                 | 39                       |
| 6                | Andrea Iannone e Lucrezia Lando       | 7           | 8           | 8           | 7           | 8           |                 | 38                       |
| 9                | Alvise Rigo e Tove Villför            | 7           | 9           | 9           | 6           | 5           |                 | 36                       |
| 1                | Fabio Galante e Giada Lini            | 6           | 6           | 6           | 5           | 3           |                 | 26                       |

Spareggio: si svolge lo spareggio tra le due coppie ultime in classifica (voto giuria + votazioni del pubblico tramite i social); la coppia meno votata sarà eliminata provvisoriamente e andrà al ripescaggio che si svolgerà nelle prossime puntate. 
| Ordine di uscita | Concorrenti                | Voto del pubblico | Esito                      |
| ---------------- | -------------------------- | ----------------- | -------------------------- |
| 2                | Alvise Rigo e Tove Villför | 87%               | Salvi                      |
| 1                | Fabio Galante e Giada Lini | 13%               | Eliminati provvisoriamente |

### Quinta puntata
- Data: 13 novembre 2021
- Ballerina per una notte: Claudia Gerini
- Ospite: Massimo Ranieri

Prima manche - Prova speciale: i concorrenti, senza l'ausilio dei loro maestri, devono riconoscere il ritmo musicale eseguito dall'orchestra e improvvisare una performance utilizzando un oggetto a loro assegnato. La presidente di giuria assegnerà poi 30 punti al migliore concorrente, punti che verranno aggiunti come bonus alla manche successiva.
| Ordine di uscita | Concorrenti      | Ballo da riconoscere e improvvisare | Oggetto da utilizzare | Punti bonus assegnati da Carolyn Smith |
| ---------------- | ---------------- | ----------------------------------- | --------------------- | -------------------------------------- |
| 7                | Bianca Gascoigne | Charleston                          | Ombrello              | 30                                     |
| 1                | Alvise Rigo      | Freestyle lento                     | Ventagli cinesi       | 0                                      |
| 2                | Memo Remigi      | Cha Cha Cha                         | Hula hoop             | 0                                      |
| 3                | Arisa            | Paso doble                          | Ventaglio             | 0                                      |
| 4                | Valeria Fabrizi  | Cha Cha Cha                         | Cappello              | 0                                      |
| 5                | Morgan           | Charleston                          | Bastone               | 0                                      |
| 6                | Federico Lauri   | Tango                               | Mocio                 | 0                                      |
| 8                | Sabrina Salerno  | Cha Cha Cha                         | Corda per saltare     | 0                                      |

- Andrea Iannone non ha preso parte alla prova a sorpresa a causa di un malore avvenuto pochi minuti prima dell'inizio della prova.

Seconda manche - Gara di puntata:
| Ordine di uscita | Concorrenti                           | Voto Giuria | Voto Giuria | Voto Giuria | Voto Giuria | Voto Giuria | Punti bonus          | Totale punteggio tecnico |
| Ordine di uscita | Concorrenti                           | Zazzaroni   | Canino      | Smith       | Lucarelli   | Mariotto    | Punti bonus          | Totale punteggio tecnico |
| ---------------- | ------------------------------------- | ----------- | ----------- | ----------- | ----------- | ----------- | -------------------- | ------------------------ |
| 5                | Bianca Gascoigne e Simone Di Pasquale | 10          | 10          | 10          | 8           | 10          | +30 (prova speciale) | 78                       |
| 1                | Valeria Fabrizi e Giordano Filippo    | 8           | 8           | 7           | 9           | 4           | +30 (tesoretto)      | 66                       |
| 4                | Federico Lauri e Anastasia Kuzmina    | 8           | 8           | 8           | 6           | 6           | +30 (tesoretto)      | 66                       |
| 8                | Arisa e Vito Coppola                  | 9           | 10          | 9           | 9           | 10          |                      | 47                       |
| 3                | Memo Remigi e Maria Ermachkova        | 10          | 10          | 10          | 9           | 8           |                      | 47                       |
| 9                | Sabrina Salerno e Samuel Peron        | 8           | 9           | 10          | 9           | 9           |                      | 45                       |
| 7                | Andrea Iannone e Lucrezia Lando       | 7           | 7           | 7           | 6           | 5           |                      | 32                       |
| 6                | Morgan e Alessandra Tripoli           | 8           | 9           | 8           | 0           | 0           |                      | 25                       |
| 2                | Alvise Rigo e Tove Villför            | 6           | 6           | 5           | 4           | 3           |                      | 24                       |

Spareggio: si svolge lo spareggio tra le due coppie ultime in classifica (voto giuria + voti social), a cui si aggiunge anche la coppia di Mietta e Maykel Fonts, che cerca di rientrare in gara; la coppia meno votata sarà eliminata provvisoriamente e andrà al ripescaggio che si svolgerà nelle prossime puntate.
| Ordine di uscita | Concorrenti                    | Voto del pubblico | Esito                      |
| ---------------- | ------------------------------ | ----------------- | -------------------------- |
| 2                | Sabrina Salerno e Samuel Peron | 47%               | Salvi                      |
| 3                | Alvise Rigo e Tove Villför     | 36%               | Salvi                      |
| 1                | Mietta e Maykel Fonts          | 17%               | Eliminati provvisoriamente |

### Sesta puntata
- Data: 20 novembre 2021
- Ballerini per una notte: Lillo e Paolo Calabresi

### Settima puntata
- Data: 27 novembre 2021
- Ballerini per una notte: Lino Banfi e Rosanna Banfi
- Ospite: Serena Bortone

Prima manche - Prova speciale: i concorrenti, suddivisi in quattro sfide, devono interpretare uno specifico tema (allegria, passione, sensualità o creatività) attraverso una coreografia di uno stile di ballo assegnato (boogie per l’allegria, tango per la passione, bachata per la sensualità, charleston per la creatività). I vincitori vengono decretati tramite la preferenza della giuria e ottengono 30 punti bonus per la manche successiva.
| Ordine di uscita | Concorrenti                        | Ballo da eseguire | Tema da interpretare | Preferenza Giuria | Preferenza Giuria | Preferenza Giuria | Preferenza Giuria | Preferenza Giuria | Esito sfida per la Giuria | Punti bonus vinti |
| Ordine di uscita | Concorrenti                        | Ballo da eseguire | Tema da interpretare | Zazzaroni         | Canino            | Smith             | Lucarelli         | Mariotto          | Esito sfida per la Giuria | Punti bonus vinti |
| ---------------- | ---------------------------------- | ----------------- | -------------------- | ----------------- | ----------------- | ----------------- | ----------------- | ----------------- | ------------------------- | ----------------- |
| 1                | Valeria Fabrizi e Giordano Filippo | Boogie            | Allegria             |                   |                   |                   |                   |                   | 3                         | 30                |
| 2                | Memo Remigi e Maria Ermachkova     | Boogie            | Allegria             |                   |                   |                   |                   |                   | 2                         | 0                 |
|                  |                                    |                   |                      |                   |                   |                   |                   |                   |                           |                   |
| 3                | Alvise Rigo e Tove Villför         | Tango             | Passione             |                   |                   |                   |                   |                   | 2                         | 0                 |
| 4                | Andrea Iannone e Lucrezia Lando    | Tango             | Passione             |                   |                   |                   |                   |                   | 3                         | 30                |
|                  |                                    |                   |                      |                   |                   |                   |                   |                   |                           |                   |
| 5                | Sabrina Salerno e Samuel Peron     | Bachata           | Sensualità           |                   |                   |                   |                   |                   | 3                         | 30                |
| 6                | Arisa e Vito Coppola               | Bachata           | Sensualità           |                   |                   |                   |                   |                   | 2                         | 0                 |
|                  |                                    |                   |                      |                   |                   |                   |                   |                   |                           |                   |
| 7                | Federico Lauri e Anastasia Kuzmina | Charleston        | Creatività           |                   |                   |                   |                   |                   | 1                         | 0                 |
| 8                | Morgan e Alessandra Tripoli        | Charleston        | Creatività           |                   |                   |                   |                   |                   | 4                         | 30                |

Seconda manche - Gara di puntata:
| Ordine di uscita | Concorrenti                        | Voto Giuria | Voto Giuria | Voto Giuria | Voto Giuria | Voto Giuria | Punti bonus          | Totale punteggio tecnico |
| Ordine di uscita | Concorrenti                        | Zazzaroni   | Canino      | Smith       | Lucarelli   | Mariotto    | Punti bonus          | Totale punteggio tecnico |
| ---------------- | ---------------------------------- | ----------- | ----------- | ----------- | ----------- | ----------- | -------------------- | ------------------------ |
|                  | Sabrina Salerno e Samuel Peron     | 9           | 10          | 10          | 9           | 10          | +30 (prova speciale) | 78                       |
|                  | Valeria Fabrizi e Giordano Filippo | 8           | 8           | 8           | 9           | 10          | +30 (prova speciale) | 73                       |
|                  | Arisa e Vito Coppola               | 9           | 9           | 10          | 10          | 10          | +25 (tesoretto)      | 73                       |
|                  | Federico Lauri e Anastasia Kuzmina | 10          | 10          | 10          | 10          | 8           | +25 (tesoretto)      | 73                       |
|                  | Morgan e Alessandra Tripoli        | 7           | 9           | 10          | 7           | 8           | +30 (prova speciale) | 71                       |
|                  | Andrea Iannone e Lucrezia Lando    | 6           | 7           | 6           | 5           | 3           | +30 (prova speciale) | 57                       |
|                  | Memo Remigi e Maria Ermachkova     | 8           | 9           | 8           | 8           | 8           |                      | 41                       |
|                  | Alvise Rigo e Tove Villför         | 7           | 9           | 7           | 8           | 6           |                      | 37                       |

Spareggio: si svolge lo spareggio tra le due coppie ultime in classifica (voto giuria + votazioni del pubblico tramite i social); la coppia meno votata sarà eliminata provvisoriamente e andrà al ripescaggio che si svolgerà nelle prossime puntate. 
| Ordine di uscita | Concorrenti                    | Voto del pubblico | Esito                      |
| ---------------- | ------------------------------ | ----------------- | -------------------------- |
| 1                | Memo Remigi e Maria Eramchkova | 33%               | Eliminati provvisoriamente |
| 2                | Alvise Rigo e Tove Villför     | 67%               | Salvi                      |

### Ottava puntata -Prima semifinale
- Data: 4 dicembre 2021
- Ballerino per una notte: Gabriel Garko
- Ospite: Eleonora Daniele

### Nona puntata -Seconda semifinale e ripescaggio
- Data: 11 dicembre 2021
- Ballerina per una notte: Monica Bellucci
- Ospiti: Bruno Vespa, Antonio Fini

### Decima puntata -Finale
- Data: 18 dicembre 2021
- Ballerino per una notte: Paolo Belli[6]
- Ospiti: Alberto Angela, Red Canzian con i ballerini del musical Casanova Opera Pop, Laura Chimenti

Prima manche - Prova speciale (sfide a tema natalizio): le sei coppie finaliste, suddivise in tre sfide, interpretano canzoni natalizie a loro assegnate nella puntata precedente. Le tre coppie vincitrici, decise solamente dalla presidente di giuria Carolyn Smith, ottengono 10 punti bonus per la manche successiva.
| Ordine di uscita | Concorrenti                           | Canzone natalizia da interpretare      | Preferenza di Carolyn Smith | Risultato                |
| ---------------- | ------------------------------------- | -------------------------------------- | --------------------------- | ------------------------ |
| 1                | Sabrina Salerno e Samuel Peron        | All I Want for Christmas Is You        |                             | Ottengono 10 punti bonus |
| 2                | Bianca Gascoigne e Simone Di Pasquale | Jingle Bell Rock                       |                             |                          |
|                  |                                       |                                        |                             |                          |
| 3                | Valeria Fabrizi e Giordano Filippo    | Let It Snow! Let It Snow! Let It Snow! |                             |                          |
| 4                | Arisa e Vito Coppola                  | White Christmas                        |                             | Ottengono 10 punti bonus |
|                  |                                       |                                        |                             |                          |
| 5                | Federico Lauri e Anastasia Kuzmina    | Jingle Bells                           |                             |                          |
| 6                | Morgan e Alessandra Tripoli           | Happy Xmas (War Is Over)               |                             | Ottengono 10 punti bonus |

Seconda manche - Gara di puntata: le ultime due coppie classificate (voto giuria + votazione del pubblico) vengono automaticamente eliminate e si classificano al quinto posto a pari merito nella classifica finale.
     Quinti classificati
| Ordine di uscita | Concorrenti                           | Voto Giuria | Voto Giuria | Voto Giuria | Voto Giuria | Voto Giuria | Punti bonus                          | Totale punteggio tecnico |
| Ordine di uscita | Concorrenti                           | Zazzaroni   | Canino      | Smith       | Lucarelli   | Mariotto    | Punti bonus                          | Totale punteggio tecnico |
| ---------------- | ------------------------------------- | ----------- | ----------- | ----------- | ----------- | ----------- | ------------------------------------ | ------------------------ |
| 5                | Arisa e Vito Coppola                  | 9           | 9           | 9           | 10          | 10          | +10 (prova speciale) +10 (tesoretto) | 67                       |
| 4                | Morgan e Alessandra Tripoli           | 10          | 10          | 10          | 8           | 8           | +10 (prova speciale) +10 (tesoretto) | 66                       |
| 3                | Sabrina Salerno e Samuel Peron        | 10          | 10          | 10          | 10          | 10          | +10 (prova speciale)                 | 60                       |
| 6                | Bianca Gascoigne e Simone Di Pasquale | 10          | 10          | 9           | 10          | 10          |                                      | 49                       |
| 2                | Federico Lauri e Anastasia Kuzmina    | 7           | 7           | 7           | 9           | 6           |                                      | 36                       |
| 1                | Valeria Fabrizi e Giordano Filippo    | 6           | 6           | 6           | 7           | 8           |                                      | 33                       |

Terza manche - Sfide: le quattro coppie rimaste in gara si esibiscono con i loro cavalli di battaglia in due sfide ad eliminazione diretta; le due coppie che ottengono il punteggio più basso (preferenza della giuria + voto del pubblico) vengono eliminate e si classificano al terzo posto a pari merito nella classifica finale mentre le due vincenti accedono al ring finale.
| Ordine di uscita | Concorrenti                           | Preferenza Giuria | Preferenza Giuria | Preferenza Giuria | Preferenza Giuria | Preferenza Giuria | Esito sfida per la Giuria | Esito Giuria + Voto del pubblico | Risultato               |
| Ordine di uscita | Concorrenti                           | Zazzaroni         | Canino            | Smith             | Lucarelli         | Mariotto          | Esito sfida per la Giuria | Esito Giuria + Voto del pubblico | Risultato               |
| ---------------- | ------------------------------------- | ----------------- | ----------------- | ----------------- | ----------------- | ----------------- | ------------------------- | -------------------------------- | ----------------------- |
| 1                | Morgan e Alessandra Tripoli           |                   |                   |                   |                   |                   | 2                         | 42%                              | Terzi classificati      |
| 2                | Arisa e Vito Coppola                  |                   |                   |                   |                   |                   | 3                         | 58%                              | Accedono al ring finale |
|                  |                                       |                   |                   |                   |                   |                   |                           |                                  |                         |
| 3                | Sabrina Salerno e Samuel Peron        |                   |                   |                   |                   |                   | 3                         | 44%                              | Terzi classificati      |
| 4                | Bianca Gascoigne e Simone Di Pasquale |                   |                   |                   |                   |                   | 2                         | 56%                              | Accedono al ring finale |

Ring finale: le due coppie rimaste in gara si sfidano per contendersi il primo posto, ballando quattro stili diversi sorteggiati sul momento. Al voto del pubblico viene aggiunto, tramite scrutinio segreto, quello dei giurati, degli opinionisti e del tribuno. 
| Ordine di uscita | Concorrenti                           | Voto del pubblico + Giuria + Opinionisti + Tribuni | Esito                |
| ---------------- | ------------------------------------- | -------------------------------------------------- | -------------------- |
| 1                | Arisa e Vito Coppola                  | 52%                                                | Vincitori            |
| 2                | Bianca Gascoigne e Simone di Pasquale | 48%                                                | Secondi classificati |

Altri premi consegnati:
- Premio speciale della Giuria: Sabrina Salerno e Samuel Peron.
- Premio "Paolo Rossi" per l'esibizione più emozionante: Valeria Fabrizi e Giordano Filippo.
- Premio "Maurizio Aiello" per aver disputato il maggior numero di spareggi: Alvise Rigo e Tove Villför.
- Premio "Galante" per la sportività: Fabio Galante e Giada Lini.

## Balli eseguiti
| Coppia                                  | 1           | 2                     | 3           | 4                       | 5                  | 6               | 7                        | 8                        | 9                              | 10          |
| --------------------------------------- | ----------- | --------------------- | ----------- | ----------------------- | ------------------ | --------------- | ------------------------ | ------------------------ | ------------------------------ | ----------- |
| Arisa e Vito Coppola                    | Charleston  | Freestyle Veloce      | Paso Doble  | Tango                   | Rumba              | Bachata         | Freestyle Lento          | Cha Cha Cha              | Danza del ventre – Tango       | Valzer      |
| Bianca Gascoigne e Simone Di Pasquale   | Charleston  | Bachata               | Samba       | Jive                    | Tango              | Salsa – Valzer  | –                        | –                        | Boogie – Charleston            | Cha Cha Cha |
| Morgan e Alessandra Tripoli             | Charleston  | Valzer                | Paso Doble  | Boogie                  | Samba              | Quick Step      | Rumba                    | Cha Cha Cha              | Polka – Valzer                 | Tango       |
| Sabrina Salerno e Samuel Peron          | Tango       | Bachata               | Cha Cha Cha | Paso Doble              | Samba – Charleston | Freestyle       | Valzer                   | Quick Step               | Danza del ventre – Valzer      | Rumba       |
| Valeria Fabrizi e Giordano Filippo      | Cha Cha Cha | Merengue              | Rumba       | Paso Doble              | Boogie             | Slowfox         | Bachata                  | Samba                    | Danza del ventre – Cha Cha Cha | Tango       |
| Federico Lauri e Anastasia Kuzmina      | Cha Cha Cha | Salsa                 | Charleston  | Tango                   | Jive               | Paso Doble      | Samba                    | Freestyle Veloce         | Polka – Salsa                  | Bachata     |
| Alvise Rigo e Tove Villför              | Boogie      | Samba                 | Paso Doble  | Freestyle Lento – Salsa | Jive – Merengue    | Tango – Bachata | Rumba – Cha Cha Cha      | Freestyle Veloce – Salsa | Polka – Rumba – Paso Doble     | –           |
| Andrea Iannone e Lucrezia Lando         | Paso Doble  | Salsa – Merengue      | Tango       | Freestyle Lento         | Bachata            | Valzer          | Freestyle Veloce         | Rumba – Freestyle Veloce | Valzer                         | –           |
| Memo Remigi e Maria Ermachkova          | Boogie      | Salsa                 | Samba       | Valzer                  | Charleston         | Jive            | Tango – Freestyle Veloce | –                        | Cha Cha Cha                    | –           |
| Mietta e Maykel Fonts                   | Bachata     | –                     | –           | –                       | Tango              | –               | –                        | –                        | Salsa – Merengue               | –           |
| Fabio Galante e Giada Lini              | Jive        | Paso Doble            | Tango       | Quick Step – Salsa      | –                  | –               | –                        | –                        | Freestyle Lento                | –           |
| Al Bano e Oksana Lebedeva               | Tango       | Paso Doble            | Valzer      | –                       | –                  | –               | –                        | –                        | Freestyle Veloce               | –           |
| Valerio Rossi Albertini e Sara Di Vaira | Tango       | Charleston – Merengue | –           | –                       | –                  | –               | –                        | –                        | Freestyle Lento                | –           |

## Ballerini per una notte
| Puntata | Ospite                     | Attività                                                 | Ballerino/a/e/i                                                                                    | Ballo/canzone                                 | Punteggio | Assegnatari tesoretto                            |
| ------- | -------------------------- | -------------------------------------------------------- | -------------------------------------------------------------------------------------------------- | --------------------------------------------- | --------- | ------------------------------------------------ |
| 1ª      | Pippo Baudo                | Conduttore televisivo e radiofonico                      | Tutti i maestri di Ballando con le stelle                                                          | Medley                                        | 50 punti  | 50 punti ad Arisa e Vito Coppola                 |
| 2ª      | Vincenzo Salemme           | Attore e comico                                          | Ornella Boccafoschi                                                                                | Tango (Napule è)                              | 50 punti  | 25 punti ad Al Bano e Oksana Lebedeva            |
| 2ª      | Vincenzo Salemme           | Attore e comico                                          | Ornella Boccafoschi                                                                                | Tango (Napule è)                              | 50 punti  | 25 punti a Fabio Galante e Giada Lini            |
| 3ª      | Cristiano Malgioglio       | Cantautore, paroliere e personaggio televisivo           | Veera Kinnunen                                                                                     | Tango (Ainda Bem)                             | 50 punti  | 25 punti a Sabrina Salerno e Samuel Peron        |
| 3ª      | Cristiano Malgioglio       | Cantautore, paroliere e personaggio televisivo           | Veera Kinnunen                                                                                     | Tango (Ainda Bem)                             | 50 punti  | 25 punti ad Al Bano e Oksana Lebedeva            |
| 4ª      | Sandra Milo                | Attrice, conduttrice televisiva e personaggio televisivo | Angelo Madonia                                                                                     | Valzer (Il carrozzone)                        | 50 punti  | 25 punti a Valeria Fabrizi e Giordano Filippo    |
| 4ª      | Sandra Milo                | Attrice, conduttrice televisiva e personaggio televisivo | Angelo Madonia                                                                                     | Valzer (Il carrozzone)                        | 50 punti  | 25 punti a Memo Remigi e Maria Ermachkova        |
| 5ª      | Claudia Gerini             | Attrice                                                  | Angelo Madonia, Spin Kids                                                                          | Tango                                         | 60 punti  | 30 punti a Valeria Fabrizi e Giordano Filippo    |
| 5ª      | Claudia Gerini             | Attrice                                                  | Angelo Madonia, Spin Kids                                                                          | Tango                                         | 60 punti  | 30 punti a Federico Lauri e Anastasia Kuzmina    |
| 6ª      | Lillo e Paolo Calabresi    | Attori                                                   | Ornella Boccafoschi, Sara Di Vaira, Giada Lini, Luca Favilla, Maykel Fonts, Stefano Oradei, Genesi |                                               | 50 punti  | 25 punti a Memo Remigi e Maria Ermachkova        |
| 6ª      | Lillo e Paolo Calabresi    | Attori                                                   | Ornella Boccafoschi, Sara Di Vaira, Giada Lini, Luca Favilla, Maykel Fonts, Stefano Oradei, Genesi | 25 punti a Federico Lauri e Anastasia Kuzmina | 50 punti  |                                                  |
| 7ª      | Lino Banfi e Rosanna Banfi | Attori                                                   | Angelo Madonia, Sara Di Vaira, Giada Lini, Maykel Fonts, Simone Di Pasquale                        | Twist                                         | 50 punti  | 25 punti ad Arisa e Vito Coppola                 |
| 7ª      | Lino Banfi e Rosanna Banfi | Attori                                                   | Angelo Madonia, Sara Di Vaira, Giada Lini, Maykel Fonts, Simone Di Pasquale                        | Twist                                         | 50 punti  | 25 punti a Federico Lauri e Anastasia Kuzmina    |
| 8ª      | Gabriel Garko              | Attore                                                   | Giada Lini                                                                                         | Medley di Tango & Charleston                  | 50 punti  | 25 punti ad Arisa e Vito Coppola                 |
| 8ª      | Gabriel Garko              | Attore                                                   | Giada Lini                                                                                         | Medley di Tango & Charleston                  | 50 punti  | 25 punti a Morgan e Alessandra Tripoli           |
| 9ª      | Monica Bellucci            | Attrice                                                  | Simone Di Pasquale                                                                                 | Tango                                         | 50 punti  | 25 punti a Bianca Gascoigne e Simone Di Pasquale |
| 9ª      | Monica Bellucci            | Attrice                                                  | Simone Di Pasquale                                                                                 | Tango                                         | 50 punti  | 25 punti a Mietta e Maykel Fonts                 |
| 10ª     | Paolo Belli                | Cantante e conduttore televisivo                         | Sara Di Vaira, Maria Ermachkova, Lucrezia Lando, Oksana Lebedeva, Giada Lini, Tove Villför         | Quickstep                                     | 20 punti  | 10 punti ad Arisa e Vito Coppola                 |
| 10ª     | Paolo Belli                | Cantante e conduttore televisivo                         | Sara Di Vaira, Maria Ermachkova, Lucrezia Lando, Oksana Lebedeva, Giada Lini, Tove Villför         | Quickstep                                     | 20 punti  | 10 punti a Morgan e Alessandra Tripoli           |

## Ascolti
| Puntata                          | Messa in onda    | Ballando... Tutti in pista | Ballando... Tutti in pista | Ballando con le stelle | Ballando con le stelle | Fonte  | Totale puntata | Totale puntata |
| Puntata                          | Messa in onda    | Telespettatori             | Share                      | Telespettatori         | Share                  | Fonte  | Telespettatori | Share          |
| -------------------------------- | ---------------- | -------------------------- | -------------------------- | ---------------------- | ---------------------- | ------ | -------------- | -------------- |
| 1                                | 16 ottobre 2021  | 4 165 000                  | 19,58%                     | 3 991 000              | 23,92%                 | [ 10 ] | 4 013 000      | 23,38%         |
| 2                                | 23 ottobre 2021  | 4 336 000                  | 19,80%                     | 3 716 000              | 22,30%                 | [ 11 ] | 3 871 000      | 21,68%         |
| 3                                | 30 ottobre 2021  | 4 255 000                  | 19,60%                     | 3 578 000              | 21,80%                 | [ 12 ] | 3 747 000      | 21,25%         |
| 4                                | 6 novembre 2021  | 4 155 000                  | 18,90%                     | 3 653 000              | 20,50%                 | [ 13 ] | 3 716 000      | 20,30%         |
| 5                                | 13 novembre 2021 | 4 320 000                  | 19,60%                     | 3 535 000              | 21,20%                 | [ 14 ] | 3 731 000      | 20,80%         |
| 6                                | 20 novembre 2021 | 4 491 000                  | 20,00%                     | 3 607 000              | 20,70%                 | [ 15 ] | 3 828 000      | 20,53%         |
| 7                                | 27 novembre 2021 | 4 383 000                  | 19,40%                     | 3 715 000              | 20,90%                 | [ 16 ] | 3 882 000      | 20,53%         |
| Prima semifinale                 | 4 dicembre 2021  | 4 395 000                  | 19,40%                     | 3 807 000              | 23,40%                 | [ 17 ] | 3 954 000      | 22,40%         |
| Seconda semifinale e ripescaggio | 11 dicembre 2021 | 4 629 000                  | 20,70%                     | 4 097 000              | 24,60%                 | [ 18 ] | 4 230 000      | 23,63%         |
| Finale                           | 18 dicembre 2021 | 4 755 000                  | 21,90%                     | 4 027 000              | 28,00%                 | [ 19 ] | 4 209 000      | 26,48%         |
| Media                            | Media            | 4 388 000                  | 19,89%                     | 3 773 000              | 22,73%                 |        | 3 918 000      | 22,10%         |